# جون هاميلتون (ممثل)
جون هاميلتون (بالإنجليزية: John Hamilton)‏ هو كاتب أغاني وكاتب سيناريو ومخرج وممثل أمريكي، ولد في 16 يناير 1887 في الولايات المتحدة، وتوفي في 15 أكتوبر 1958 بغلينديل في الولايات المتحدة بسبب نوبة قلبية.

## أعمال

### أفلام
- (1938) مدينة الصبيان
- (1941) احتضن الفجر العائد
- (1941) الصقر المالطي
- (1942) يانكي دودل داندي
- (1943) البيت المجنون

## وصلات خارجية
- جون هاميلتون على موقع IMDb (الإنجليزية)
- جون هاميلتون على موقع ألو سيني (الفرنسية)
- جون هاميلتون على موقع أول موفي (الإنجليزية)
- جون هاميلتون على موقع قاعدة بيانات برودواي على الإنترنت (الإنجليزية)
- جون هاميلتون على موقع قاعدة بيانات الأفلام السويدية (السويدية)
- جون هاميلتون على موقع قاعدة بيانات الفيلم (الإنجليزية)
- جون هاميلتون على موقع كينوبويسك (الروسية)